# Trúc Lâm Thiền Viện (Paris)

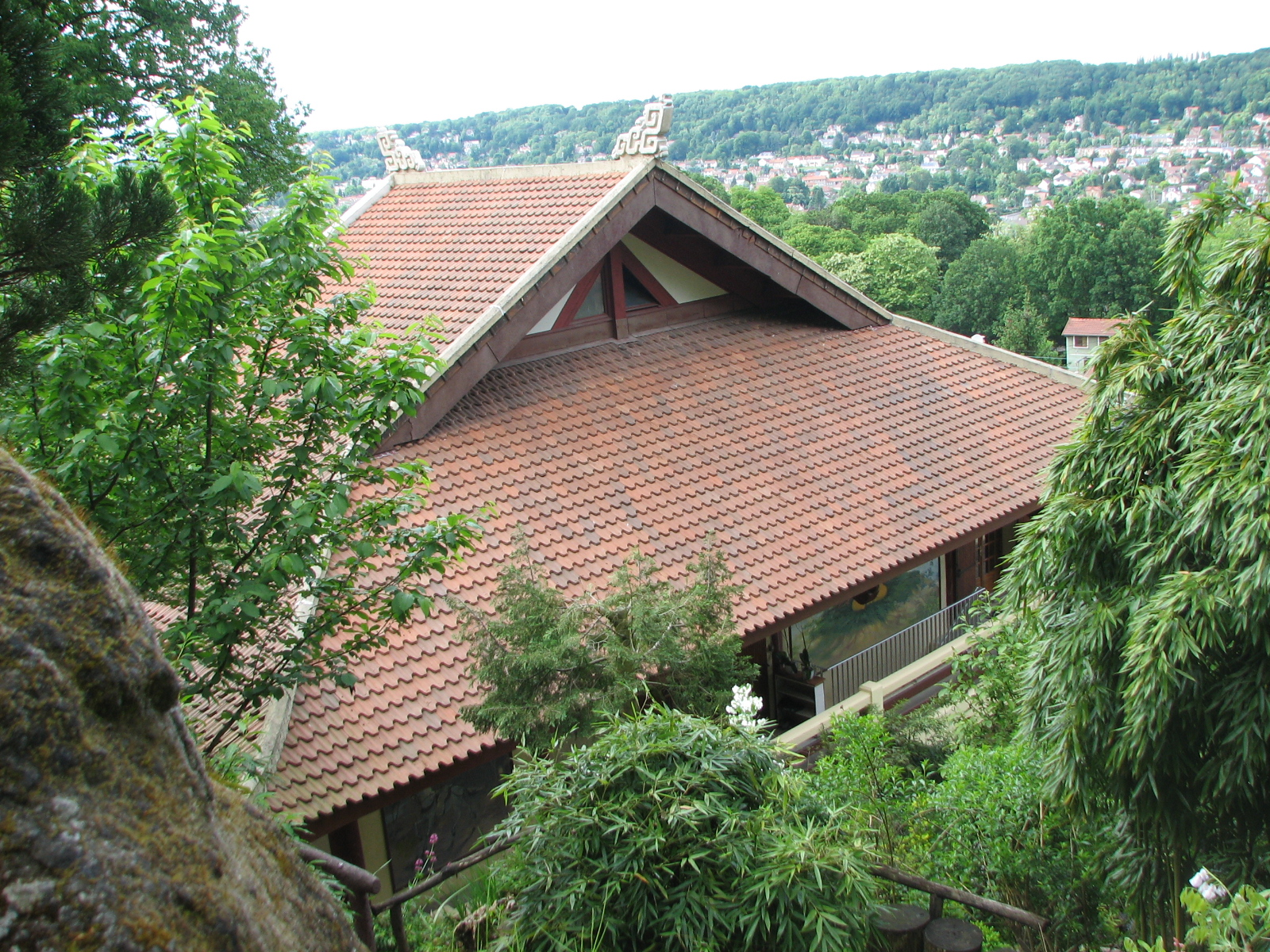
Toàn cảnh Trúc Lâm Thiền Viện

Trúc Lâm Thiền Viện là một ngôi chùa Việt nằm tại Villebon-sur-Yvette, thuộc ngoại ô thành phố Paris. Được xây dựng từ năm 1976 và hoàn thành vào năm 1990, ngôi chùa này do hòa thượng Thích Thiện Châu sáng lập. Trụ trì hiện nay là hoà thượng Thích Phước Đường .
Trúc Lâm Thiền Viện nằm ở lưng chừng đồi, một khu vực ngoại ô gồm chủ yếu biệt thự, cách trung tâm Paris khoảng hơn 20 km. Khu đất của chùa Trúc Lâm Thiền Viện khoảng 600 mét vuông và ngôi chùa cũng chỉ lớn tương đương các biệt thự gần đó. Tuy vậy Trúc Lâm Thiền Viện vẫn có đủ chánh điện trung tâm, giảng đường, thư viện, thiền đường, các thiền thất và nhà thập phương. Đây là một trung tâm Phật giáo quan trọng của người Việt ở Paris.